# Alexandre Leite de Oliveira
Alexandre Leite de Oliveira, egresso da ordem dos Jesuítas, nasceu em Lisboa no ano de 1745 e faleceu na cidade do Crato em 1827. Do seu casamento com a filha do Coronel João Gonçalves Diniz, português natural de Braga, tornou-se o patriarca da família Leite de Oliveira no estado do Ceará e, em segunda núpcias, foi um dos mais antigos troncos da família Marrocos Teles.
O padre Alexandre Leite de Oliveira, que residia no Crato (século XVIII), encaminhou um filho ao sacerdócio. Trata-se do padre Antonio Leite de Oliveira, velho senhor do sitio Venda, atual cidade de Aurora-CE, e ancestral (patriarca) de famílias aurorenses. O citado padre Alexandre, além de genitor do mencionado levita, foi avô de outro, o padre João Marrocos Teles, antigo professor na cidade do Crato, e que, à semelhança do avô também mandou um filho para o seminário, o qual não chegou a ordenar-se, mas se destacou nas lides do magistério, da imprensa, e na campanha em prol da abolição da escravatura. Trata-se, no caso, de José Joaquim Teles Marrocos.